# Щебзавод (платформа)
Щебзаво́д (также — 604 км) — остановочный пункт / пассажирская платформа Санкт-Петербург-Витебского региона Октябрьской железной дороги. Расположена в городском поселении Себеж Себежского района Псковской области на 605-м километре железнодорожной линии Москва — Рига.

## История
Остановочный пункт назван в честь расположенного в 5 минутах ходьбы Себежского щебёночного завода (ныне — Себежский завод железобетонных изделий). Достоверно неизвестно, в каком году была открыта платформа, однако в конце 50-х годов на заводе была узкоколейная железная дорога, следовательно завод уже существовал. Фактически щебень отгружала соседняя станция Заваруйка Калининской железной дороги, т.е. железнодорожная инфраструктура (подъездной путь, стрелочные посты и т.д.) принадлежала тоже ей.
В 1961 году Калининская железная дорога была расформирована. Участок Шаховская — Посинь был передан в управление Октябрьской железной дороге.
По состоянию на 1986 год пассажирские поезда дальнего следования по станции (платформе) не останавливаются. Без остановки мимо пункта проходили поезда: №1/2 "Латвия", №3/4 "Юрмала", №31/32, №185/186 и №393/394, все сообщением Москва — Рига — Москва.

## Современное состояние
По состоянию на 2008-2009 год останавливались пригородные поезда №6501/6502 и №6505/6506 Великие Луки — Себеж — Посинь (отпр. на Себеж: №6501 в 12:04, №6505 в 21:00, отпр. на Великие Луки: №6502 в 15:46, №6506 в 4:33). В составе поездов №6501/6502 курсировали вагоны беспересадочного сообщения Москва — Себеж и Санкт-Петербург — Себеж.
С 2015 года была отменена последняя останавливающаяся пара пригородных поездов №6505/6506 Великие Луки — Себеж.
Движение поездов дальнего следования прекратилось полностью с отменой беспересадочных прицепных вагонов от/до Москвы и Санкт-Петербурга. До марта 2020 года без остановки курсировал единственный поезд №1/2 "Latvijas Ekspresis" сообщением Москва — Рига — Москва. С 16 марта 2020 года в связи с распространением коронавирусной инфекции движение единственного поезда было прекращено по инициативе латвийской стороны, так как поезд № 1/2 «Latvijas Ekspresis» принадлежал частному латвийскому перевозчику. По состоянию на 2020 год по платформе нет остановки ни у одного поезда.
Платформа (фактически — это песочная насыпь) низкая, прямая. Расположена на однопутном неэлектрифицированном перегоне Заваруйка — Себеж. Выход к деревне Берёзка и Себежскому заводу ЖБИ (к югу от платформы). В Берёзке расположена автобусная остановка, позволяющая добраться до Себежа.

### Проблема наименования и километраж
Официальное название согласно единой сетевой разметке, данным Экспресс-3 и нормативно-правовым документам Росжелдор — остановочный пункт 604 км, в служебных расписаниях и в общем употреблении — Щебзавод. Согласно системе отсчёта железнодорожных километров и наименований, с ним связанных, остановочный пункт должен иметь наименование 605-й км, однако во многих странах постсоветского пространства во избежание бюрократических процедур на это не обращают внимание.

## Галерея
- Остановка рабочего поезда, вид на Себеж, ноябрь 2017 г.
- Остановка рабочего поезда, вид на Идрицу, ноябрь 2017 г.